# モロッコの港湾
モロッコの港湾（モロッコのこうわん、英語: Ports and harbours in Morocco）は、モロッコにおける港湾について記す。

## 一覧
- アガディール港（アラビア語版）（アガディール）
- アル・ホセイマ港（アラビア語版）（アル・ホセイマ）
- カサブランカ港（英語版）（カサブランカ）
- アル・ジャディーダ港（アル・ジャディーダ）（エル・ジャディダ）
- エッサウィラ港（エッサウィラ）
- ジョルフ・ラスファール港（ジョルフ・ラスファール（英語版））（ジョルフ・ラスファー）
- ケニトラ－マディア港（ケニトラ、マディア（英語版））
- モハメディア港（モハメディア）
- ナドール港（英語版）（ナドール）※西ナドール地中海港（英語版）は別の港（建設中）
- サフィ港（サフィ）
- シディ・イフニ港（アラビア語版）（シディ・イフニ（英語版））
- タンタン港（アラビア語版）（タンタン）
- タンジェMED港（タンジェ） ※タンジェ市港は別の港
  - 第１タンジェ地中海港
  - 第２タンジェ地中海港